# Descendants (franquicia)
Descendants (Descendientes en Hispanoamérica; Los Descendientes en España) es una franquicia de medios centrada en una serie de películas musicales de fantasía de Disney Channel creada por Josann McGibbon y Sara Parriott, contando con la dirección de Kenny Ortega para las primeras tres películas y la dirección de Jennifer Phang para la cuarta.
La franquicia tiene lugar en un mundo que sirve como una continuación de las películas de animación clásicas de Disney. Las tres primeras películas, protagonizadas por Dove Cameron, Cameron Boyce, Sofia Carson y Booboo Stewart, narran la vida de los hijos adolescentes de cuatro Villanos Disney en la Isla de los Perdidos, y su traslado al reino de Áuradon a petición del hijo adolescente de la Reina Bella y el Rey Bestia. La primera película fue estrenada como una Película Original de Disney Channel en julio de 2015, seguida por una secuela en julio de 2017 y una tercera película en agosto de 2019. Una película derivada, Descendants: The Rise of Red, protagonizada por Kylie Cantrall y Malia Baker, fue estrenada en el servicio de streaming Disney+ en 2024, la cual será seguida por una secuela, Descendants: Wicked Wonderland, prevista para estrenarse en 2026.

## Películas

### Descendants(2015)
Descendants se estrenó el 31 de julio de 2015 en Disney Channel y obtuvo un éxito comercial inmediato. Antes de su estreno, se vio más de un millón de veces en la aplicación Disney Now en Estados Unidos. En su noche de estreno, la película recibió 6,6 millones de espectadores, convirtiéndose en la transmisión más vista en la cadena de 2015 y la transmisión de mayor audiencia en la cadena desde 2013. Más tarde, la película se convirtió en la quinta película original más vista en la televisión por cable. La película fue la primera Película Original de Disney Channel de la que se lanzó una banda sonora desde High School Musical 2 en 2007.
La película transcurre en los Estados Unidos de Áuradon, donde Bella y Bestia gobiernan como los reyes. Veinte años después de casarse, unieron los escenarios de muchas películas animadas de Disney y el Rey Bestia desterró a todos los villanos a la Isla de los Perdidos, un barrio marginal rodeado por una barrera supresora de magia. Bastia planea abdicar a favor de su hijo y el de Bella, Ben, quien anuncia un programa para invitar a cuatro niños de la Isla de los Perdidos a vivir en Áuradon, lejos de la influencia de sus malvados padres: Carlos, hijo de Cruella de Vil; Jay, hijo de Jafar; Evie, hija de la Reina Malvada; y la líder de su pandilla, Mal, hija de Maléfica. Maléfica les ordena robar la varita mágica del Hada Madrina y desactivar la barrera, para que Maléfica pueda conquistar Áuradon. Los cuatro hijos de villanos se encuentran encajandos y disfrutando de una infancia normal, y Mal comienza una relación con Ben, suplantando a Audrey, hija de la Princesa Aurora y el Príncipe Felipe. Cuando la barrera se disipa sin darse cuenta, Maléfica ataca la coronación de Ben y se transforma en un dragón. Con Ben animándola a tomar su propia decisión, Mal decide ser buena, y ella y sus amigos reprenden a Maléfica, convirtiéndola en una pequeña lagartija.

### Descendants 2(2017)
Descendants 2 fue anunciada el 15 de agosto de 15 en la D23 Expo. La película se estrenó el 21 de julio de 2017, en un estreno simultáneo en seis canales: ABC, Disney Channel, Disney XD, Freeform, Lifetime, y Lifetime Movies. La película fue vista por 5,3 millones espectadores en Disney Channel y 8,9 millones en las seis cadenas en las que se lanzó.
En la película, Mal lucha con su nueva vida de celebridad como la novia de Ben, usando magia en secreto para mantener un estilo de vida que siente que es una fachada. Mal decide que ella no pertenece a Auradon, por lo que regresa a la Isla de los Perdidos, donde el liderazgo de la pandilla ha recaído en su antigua rival, la capitana pirata Uma (hija de Úrsula), y sus primer y segundo oficiales, Harry (hijo del Capitán Garfio) y Gil (hijo de Gastón), respectivamente. Evie, Jay y Carlos aceptan ayudar a Ben a encontrar a Mal, pero Mal rechaza a Ben, creyendo que lo mejor para él y Áuradon es que ella se quede en la Isla. Uma captura a Ben y exige la varita del Hada Madrina a cambio de su vida. Uma se resiente de no haber sido elegida para vivir en Áuradon; Ben la respeta como líder y la invita a Áuradon, pero ella promete hacer su propio camino allí. El grupo de Mal termina rescatando a Ben. En el cotillón real a bordo de un barco, Uma aparece como la cita de Ben y anuncia que destruirá la barrera; Mal se da cuenta de que Uma ha hechizado a Ben. Cuando Mal descubre que Ben le encargó un retrato que la muestra tal como era antes de cambiarse con la magia, acepta el acto de amor y besa a Ben, rompiendo el hechizo. Uma y Mal luchan, transformándose en un pulpo y un dragón, respectivamente. Ben intenta negociar con Uma, pero ella se va sin reconciliarse. Evie propone traer más hijos de villanos a Áuradon, y Ben accede.

### Descendants 3(2019)
Descendants 3 fue anunciada el 16 de febrero de 2018. La película se estrenó el 2 de agosto de 2019 en Disney Channel. La película recibió 4,6 millones de espectadores en su noche de estreno.
En la película, Ben le propone matrimonio a Mal, convirtiéndola en la futura reina de Áuradon. Sin embargo, las amenazas de Uma, quien sigue suelta en las aguas de Áuradon, y Hades, quien intentó escapar de la Isla a través de la barrera mágica, hacen que Mal intente detener el mal de una vez por todas. Mientras Mal, Evie, Jay y Carlos están reclutando una nueva generación de hijos villanos que son aceptados en Áuradon, Audrey roba la corona y el cetro de Maléfica y se convierte en una versión malvada de sí misma. Mal y sus amigos regresan a la Isla de los Perdidos en una misión para obtener la brasa de Hades y más tarde, Uma, Harry y Gil se unen a Mal y los demás para evitar que Audrey destruya Áuradon.

### Descendants: The Rise of Red(2024)
El 10 de mayo de 2022, una película spin-off, inicialmente anunciada bajo el título Descendants: The Pocketwatch ("Descendientes: El Reloj de Bolsillo"), recibió luz verde para ser lanzada en Disney+, con Jennifer Phang como directora. El 22 de marzo de 2023, el título final oficial para la cuarta película se anunció como Descendants: The Rise of Red (Descendientes: El Ascenso de Red en Hispanoamérica; Los Descendientes: Corazón Rebelde en España).
La historia se centra en Red, la hija adolescente de la Reina de Corazones, y Chloe, la hija de Cenicienta y el Príncipe Encantador, formando equipo y viajando en el tiempo para evitar un evento catastrófico.

### Descendants: Wicked Wonderland(2026)
En septiembre de 2021, Deadline Hollywood informó que Disney estaba desarrollando dos películas más de Descendants, una de ellas siendo Descendants: The Rise of Red, que sería continuada por una segunda.
Tras el estreno de The Rise of Red, la productora ejecutiva de la película Suzanne Todd confirmó que Disney "definitivamente está trabajando y pensando en una película de seguimiento", y que debido al final de The Rise of Red con una advertencia sobre las consecuencias imprevistas de los viajes en el tiempo, en la secuela "seguramente habrá futuros giros buenos y malos".
En febrero de 2025 se anunciaron los primeros miembros del reparto, regresando varios personajes de The Rise of Red y la incorporación de personajes nuevos, con la película siendo prevista para estrenarse en verano de 2026. En marzo de 2025, más miembros nuevos del reparto fueron anunciados. En mayo de 2025, el título oficial de la película fue revelado como Descendants: Wicked Wonderland, junto con el anuncio de la mayoría del reparto adulto de The Rise of Red retomando sus papeles.

## Series de televisión y de cortometrajes

### Descendants: School of Secrets(2015)
Antes de la fecha de estreno de la película, Disney Channel anunció una miniserie de imagen real previa al evento. Todos los días antes del lanzamiento de la película, se lanzaría un nuevo episodio de Descendants: School of Secrets, que revelaría más secretos sobre los estudiantes de la Academia Áuradon. Cada episodio de la serie dura menos de 5 minutos, con 23 episodios en total.

### Descendants: Wicked World(2015–2017)
Inmediatamente después de que la película terminara de transmitirse en Disney Channel, se anunció que el 18 de septiembre de 2015 se lanzaría una serie derivada de cortometrajes animados con CGI titulada Descendants: Wicked World. La exartista de guiones gráficos de Phineas y Ferb Aliki Theofilopoulos Grafft anunció en Twitter que ella dirigiría la serie, con Jenni Cook como productora, y que el elenco original volvería a interpretar sus papeles.

### The Planning of the Royal Wedding(2020)
El 6 de noviembre de 2020, se lanzó una breve precuela animada del especial de televisión Descendants: The Royal Wedding en el canal YouTube de Disney Channel. La serie sigue a Mal y Evie mientras se preparan para la boda real, con Dove Cameron y Sofia Carson retomando sus papeles.

### Chibi Tiny Tales(2021)
En julio de 2021, Descendants se convirtió en la siguiente franquicia de Disney Television en recibir el tratamiento de Chibi Tiny Tales, que comenzó con Big Hero 6: The Series. El primer corto, Descendants 3 As Told By Chibi, se estrenó el 4 de julio de 2021. El segundo corto, Date Night at the Museum, fue lanzado el 11 de julo de 2021. El tercer corto, Queen of Mean, fue lanzado el 19 de julo de 2021.

## Cortometrajes

### Under the Sea: A Descendants Short Story(2018)
El 28 de septiembre de 2018 se estrenó un cortometraje, Under the Sea: A Descendants Short Story, conectado a la trama de Descendants 3. La historia gira en torno a Mal (Dove Cameron), quien descubre un orbe brillante en un bosque. Luego se encuentra a Dizzy (Anna Cathcart), quien lleva un collar que está poseído por Uma.

### Audrey's Royal Return: A Descendants Short Story(2019)
Un segundo cortometraje, Audrey's Royal Return: A Descendants Short Story, se estrenó el 5 de julio de 2019. La historia gira en torno a Audrey (Sarah Jeffery), quien pasa por su salón para un cambio de imagen en preparación por su gran regreso en Áuradon después de su ausencia el año anterior. Este cortometraje es esencialmente un resumen de los eventos de las dos primeras películas desde el punto de vista de Audrey y también explica su ausencia en la segunda película.

### Wicked Woods: A Descendants Halloween Story(2019)
El 4 de octubre de 2019 se estrenó Wicked Woods: A Descendants Halloween Story, un cortometraje de animación stop motion. La historia gira en torno a Mal (Dove Cameron) contando a sus amigos en la noche de Halloween sobre la leyenda del Jinete sin Cabeza, uno de los primeros villanos de Áuradon, que se dice que está perdido en los bosques de la ciudad y los ha perseguido durante cientos de años. El corto se animó usando muñecos de la línea de juguetes Descendants.

### Wickedly Sweet: A Descendants Short Story(2024)
Un cortometraje de animación stop motion, Wickedly Sweet: A Descendants Short Story, se lanzó el 25 de octubre de 2024 en la página de YouTube de Disney Channel y el 26 de octubre de 2024 en Disney Channel. Se centra en Red, Chloe y Bridget, que consiguen el Libro de Cocina del Hechicero, pero Uliana aparece y, juntas, las cuatro cantan, bailan y cocinan algunas delicias "malvadamente dulces". Cantan nuevas versiones de "Ways to Be Wicked" de Descendants 2 y "Life Is Sweeter" de Descendants: The Rise of Red. El corto fue animado con muñecas de la línea de juguetes Mattel Descendants: The Rise of Red, con Kylie Cantrall, Malia Baker, Ruby Rose Turner y Dara Reneé repitiendo sus papeles dando voz a sus personajes.

### Shuffle of Love: A Descendants Short Story(2025)
El cortometraje Shuffle of Love: A Descendants Short Story se estrenó el 13 de febrero de 2025 en Disney+ y Disney Channel. El corto cuenta con Ruby Rose Turner, Kylie Cantrall y Malia Baker repitiendo sus papeles en The Rise of Red. En el corto, Bridget sueña que su canción "Shuffle of Love" es un éxito y todo el mundo la baila.

## Especiales de televisión

### Descendants Remix Dance Party(2019)
Descendants Remix Dance Party es un especial de televisión lanzado el 20 de marzo de 2020 en Disney Channel, en el que Cheyenne Jackson regresa en el papel de Hades de Descendientes 3, quien organiza una fiesta de baile con éxitos musicales reinventados de las películas de Descendants, interpretadas por Sofia Wylie, Dara Reneé y Kylie Cantrall.

### Descendants: The Royal Wedding(2021)
Descendants: The Royal Wedding (Descendientes: La boda real en Hispanoamérica; Los descendientes: La boda real en España) es un especial de animación que se estrenó en Disney Channel el 13 de agosto de 2021, con el elenco de las películas retomando sus papeles. Este es el primer proyecto de Descendientes que se anuncia después de la muerte de Boyce y, como tal, se informó que se abordaría la ausencia de Carlos (en la historia, Mal dice que extraña a Carlos).
En el especial, va a comenzar a celebrarse la boda entre Mal y Ben (después de haberse prometido en Descendants 3). Sin embargo, con la llegada de Hades el lugar de la ceremonia termina ardiendo. Mal y sus amigos van en busca de Hades, para saber qué ocurrió exactamente para que todo terminara entre llamas.
La historia termina con una escena que da paso a la historia de Descendants: The Rise of Red.

## Novelas

### SerieLa Isla de los Perdidos
Esta serie de libros detalla los eventos que tienen lugar antes o después de las películas. Todas las novelas fueron escritas por la autora Melissa de la Cruz.

#### La Isla de los Perdidos(2015)
Una novela que sirve como precuela a la primera película de Descendants, titulada La Isla de los Perdidos (The Isle of the Lost), muestra a los descendientes de los villanos uniéndose para recuperar el Ojo del Dragón, el cetro mágico de Maléfica. El libro fue lanzado el 5 de mayo de 2015, y pasó más de 14 semanas como un libro de grado medio para niños entre los New York Times Best Seller.
Además de detallar sobre los hijos de Maléfica, Jafar, Cruella De Vil y la Reina Malvada, también habla sobre algunos de los lugares conocidos de la Isla de los Perdidos como Dragon Hall (la única escuela en la Isla de los Perdidos), varios negocios que llevan algunos villanos, y la revelación de varios villanos en la isla y sus descendientes. El hechicero Yen Sid (de Fantasía) fue llevado allí por el Rey Bestia para trabajar en Dragon Hall para imponer algo de bondad en los hijos de los villanos y ayudar a los estudiantes a aprender sobre ciencia sin ser necesaria la utilidad de magia, puesto la barrera que rodea la isla impide que haya cualquier tipo de magia.

#### Retorno a la Isla de los Perdidos(2016)
Una segunda novela titulada Retorno a la Isla de los Perdidos (Return to the Isle of the Lost) fue lanzada el 24 de mayo de 2016. La historia tiene lugar después de Descendants: Wicked World y antes de Rebelión en la Isla de los Perdidos. Mientras Ben dirige Áuradon mientras sus padres están en un crucero, Mal, Jay, Carlos y Evie reciben mensajes amenazantes para regresar a la Isla de los Perdidos.

#### Rebelión en la Isla de los Perdidos(2017)
La tercera novela, Rebelión en la Isla de los Perdidos (Rise of the Isle of the Lost), fue lanzada el 23 de mayo de 2017. La historia tiene lugar después de Retorno a la Isla de los Perdidos y antes de Descendants 2. La novela detalla el ascenso al poder de Uma y su historia anterior con Mal. La trama principal detalla que Uma planea obtener el tridente del Rey Tritón para ayudar a derribar la barrera que rodea la Isla de los Perdidos.

#### Huida de la Isla de los Perdidos(2019)
El cuarto libro de la serie, Huida de la Isla de los Perdidos (Escape from the Isle of the Lost), fue publicado el 4 de junio de 2019. La historia tiene lugar después de Descendants 2 y antes de Descendants 3.

#### Más allá de la Isla de los Perdidos: El País de las Maravillas(2024)
El quinto libro de la serie, Más allá de la Isla de los Perdidos: El País de las Maravillas (Beyond the Isle of the Lost: Wonderland), se publicó el 7 de mayo de 2024, sirviendo de precuela para los acontecimientos de Descendants: The Rise of Red.

### SerieSchool of Secrets
School of Secrets es una serie de novelas que sirven como continuación de la película Descendants y la serie Descendants: Wicked World. El primer libro, CJ's Treasure Chase, se publicó el 30 de agosto de 2016 y se centra en la hija del Capitán Garfio, CJ. El segundo libro, Freddie's Shadow Cards, se publicó el 1 de noviembre de 2016, y se centra en Freddie, la hija del Dr. Facilier. El tercer libro, Ally's Mad Mystery, se publicó el 28 de febrero de 2017 y se centra en Ally, la hija de Alicia. La cuarta novela, Lonnie's Warrior Sword, se publicó el 25 de agosto de 2017 y se centra en Lonnie, la hija de Mulán y Li Shang. El quinto libro, Carlos's Scavenger Hunt, centrado en Carlos, se publicó el 14 de noviembre de 2017.

## Reparto y personajes
| Personaje                            | Películas e Intérpretes | Películas e Intérpretes | Películas e Intérpretes | Películas e Intérpretes              | Películas e Intérpretes |
| Personaje                            | Descendants             | Descendants 2           | Descendants 3           | The Rise of Red                      | Wicked Wonderland       |
| ------------------------------------ | ----------------------- | ----------------------- | ----------------------- | ------------------------------------ | ----------------------- |
| Mal                                  | Dove Cameron            | Dove Cameron            | Dove Cameron            | Dove Cameron (escenas de archivo)    |                         |
| Evie                                 | Sofia Carson            | Sofia Carson            | Sofia Carson            | Sofia Carson (escenas de archivo)    |                         |
| Carlos De Vil                        | Cameron Boyce           | Cameron Boyce           | Cameron Boyce           | Cameron Boyce (escenas de archivo)   |                         |
| Jay                                  | Booboo Stewart          | Booboo Stewart          | Booboo Stewart          | Booboo Stewart (escenas de archivo)  |                         |
| Ben                                  | Mitchell Hope           | Mitchell Hope           | Mitchell Hope           | Mitchell Hope (escenas de archivo)   |                         |
| Audrey                               | Sarah Jeffery           |                         | Sarah Jeffery           | Sarah Jeffery (escenas de archivo)   |                         |
| Jane                                 | Brenna D'Amico          | Brenna D'Amico          | Brenna D'Amico          |                                      |                         |
| Lonnie                               | Dianne Doan             | Dianne Doan             |                         |                                      |                         |
| Doug                                 | Zachary Gibson          | Zachary Gibson          | Zachary Gibson          |                                      |                         |
| Chad                                 | Jedidiah Goodacre       | Jedidiah Goodacre       | Jedidiah Goodacre       |                                      |                         |
| Rey Bestia                           | Dan Payne               | Dan Payne               | Dan Payne               |                                      |                         |
| Reina Bella                          | Keegan Connor Tracy     | Keegan Connor Tracy     | Keegan Connor Tracy     |                                      |                         |
| Hada Madrina / Fay                   | Melanie Paxson          | Melanie Paxson          | Melanie Paxson          | Melanie PaxsonGrace Narducci (joven) | Melanie Paxson          |
| Maléfica                             | Kristin Chenoweth       |                         |                         | Mars (joven)                         |                         |
| Reina Malvada                        | Kathy Najimy            |                         |                         |                                      |                         |
| Cruella De Vil                       | Wendy Raquel Robinson   |                         |                         |                                      |                         |
| Jafar                                | Maz Jobrani             |                         |                         |                                      |                         |
| Reina Leah                           | Judith Maxie            |                         | Judith Maxie            |                                      |                         |
| Dude (Chico/Colega)                  |                         | Bobby Moynihan (voz)    | Bobby Moynihan (voz)    |                                      |                         |
| Uma                                  |                         | China Anne McClain      | China Anne McClain      | China Anne McClain                   |                         |
| Harry                                |                         | Thomas Doherty          | Thomas Doherty          |                                      |                         |
| Gil                                  |                         | Dylan Playfair          | Dylan Playfair          |                                      |                         |
| Dizzy Tremaine                       |                         | Anna Cathcart           | Anna Cathcart           |                                      |                         |
| Celia                                |                         |                         | Jadah Marie             |                                      |                         |
| Hades                                |                         |                         | Cheyenne Jackson        | Anthony Pyatt (joven)                |                         |
| Dr. Facilier                         |                         |                         | Jamal Sims              |                                      |                         |
| Squeaky                              |                         |                         | Christian Convery       |                                      | Ryan McEwen             |
| Squirmy                              |                         |                         | Luke Roessler           |                                      | Dayton Paradis          |
| Red                                  |                         |                         |                         | Kylie Cantrall                       | Kylie Cantrall          |
| Chloe                                |                         |                         |                         | Malia Baker                          | Malia Baker             |
| Reina de Corazones / Bridget         |                         |                         |                         | Rita OraRuby Rose Turner (joven)     | Rita Ora                |
| Cenicienta / Ella                    |                         |                         |                         | Brandy NorwoodMorgan Dudley (joven)  | Brandy Norwood          |
| Rey Encantador / Príncipe Encantador |                         |                         |                         | Paolo MontalbánTristan Padil (joven) | Paolo Montalbán         |
| Uliana                               |                         |                         |                         | Dara Reneé                           |                         |
| Garfio                               |                         |                         |                         | Joshua Colley                        |                         |
| Morgie                               |                         |                         |                         | Peder Lindell                        |                         |
| Director Merlín                      |                         |                         |                         | Jeremy Swift                         |                         |
| Maddox Hatter                        |                         |                         |                         | Leonardo Nam                         |                         |
| Pink                                 |                         |                         |                         |                                      | Liamani Segura          |
| Max Hatter                           |                         |                         |                         |                                      | Brendon Tremblay        |
| Luis Madrigal                        |                         |                         |                         |                                      | Alexandro Byrd          |
| Hazel Hook                           |                         |                         |                         |                                      | Kiara Romero            |
| Robbie Hood                          |                         |                         |                         |                                      | Joel Oulette            |
| Felix Facilier                       |                         |                         |                         |                                      | Zavien Garrett          |